# Solitude (Sérusier)
Pour les articles homonymes, voir Solitude (homonymie).
Solitude – ou La Ramasseuse de fougères – est un tableau réalisé par le peintre français Paul Sérusier entre 1890 et 1892 à Huelgoat, dans le Finistère. Cette huile sur toile de format vertical représente une jeune paysanne bretonne à l'air mélancolique assise devant un chaos de blocs rocheux. Achetée en 1968, l'œuvre est conservée au musée des Beaux-Arts de Rennes, à Rennes.